# El vestido de mamá
El vestido de mamá es un libro infantil de autoría de los artistas uruguayos Dani Umpi y Rodrigo Moraes, editado por primera vez por Criatura Editora en 2011.

## Reseña
El vestido de mamá es un libro infantil, con ilustraciones de Rodrigo Moraes. Es la historia de la exploración de un niño de 7 años que decide ponerse el vestido de su mamá, por lo que es ridiculizado por sus compañeros de escuela pero él aun así decide seguirlo usando.
Es el primer libro infantil de Umpi, luego de escribir varias novelas. El libro fue presentando en Montevideo, Maldonado y San José y Argentina. También fue editado en México donde participó en la Feria del Libro de Guadalajara, donde Umpi fue seleccionado uno de las 25 promesas de la literatura latinoamericana. El libro fue traducido al portugués y al noruego nynorsk. Una obra homónima se presenta en el Centro Cultural 25 de Mayoen Buenos Aires. En 2017 se presenta en el Teatro Solís la adaptación musical de este cuento para niños dirigida por Gustavo Tarrío.

## Otras ediciones
- Kjolen til mamma. Noruega: antipodes café, 2025. Traducción: antipodes café. ISBN: 978-82-692197-5-3
- El vestido de mamá. Argentina: Lengua Franca, 2024. Adaptación para fácil lectura en escuelas inclusivas: Analía Gutiérrez. ISBN 978-987-46826-5-9
- El vestido de mamá. Argentina: Ediciones del Naranjo, 2024. ISBN: 978-987-8371-69-6
- O vestido da mamae. Brasil: FTD, 2014. Traducción: Flavio de Souza. ISBN: 978-85-200008-9-2